# Caló des Serral
Caló des Serral és una cala verge del terme de Manacor a Mallorca. S'hi accedeix des de la carretera que va de Portocristo a Portocolom.